# Phòng ngự chiều sâu
Phòng ngự chiều sâu là một phương cách phòng thủ mà trong đó bên phòng ngự tăng bề dày của tuyến phòng ngự với ý định sẵn sàng nhượng bộ diện tích trận địa để đổi lấy khả năng hấp thụ sức đột phá, hãm dần tốc độ đột phá của đối phương, và cuối cùng chặn mũi đột phá khi đã bị mài mòn. Bằng cách này, bên tấn công bị đặt vào vị thế phải rải sức ra trên một đoạn đường, và nếu đoạn đường đủ dài khiến việc tiếp vận trở nên căng thẳng, thì đà tiến của bên tấn công suy giảm theo. Khi đó, bằng các hoạt động phản công vào các điểm yếu trên đường tiếp vận, bên phòng ngự có nhiều cơ may tiêu hao dần bên tấn công, buộc bên tấn công phải rút về vị trí có thể che được các điểm yếu của mình hoặc phải đối mặt với nguy cơ bị cắt vào sườn đội hình và bị bao vây.

## Phòng ngự chiều sâu trong lịch sử chiến tranh cổ, trung đại
Ghi nhận về phòng ngự chiều sâu đầu tiên trong lịch sử là tại Trận Cannae vào năm 216 TCN, khi Hannibal bao vây và đánh bại 8 quân đoàn La Mã, nhưng điều này bị tranh cãi bởi một số sử gia.
Edward Luttwak đã sử dụng thuật ngữ này để mô tả lý thuyết của ông về chiến lược phòng thủ được sử dụng bởi quân đội La Mã trong thế kỷ thứ 3 và thứ 4 sau Công Nguyên.
Cách thức phòng ngự chiều sâu cũng thể hiện trong việc phòng thủ của các pháo đài châu Âu trong thời trung cổ. Đó là các lâu đài đồng tâm. Các lớp phòng thủ bên trong có thể hỗ trợ các lớp phòng thủ bên ngoài bằng cung tên, hõa tiễn. Lực lượng tấn công sẽ phải thiệt hại đáng kể.

## Phòng ngự chiều sâu trong lịch sử chiến tranh cận, hiện đại
Trong Chiến tranh Cách mạng Mỹ, ở Trận Cowpens, quân Mỹ được bố trí ba vòng để đánh với quân Anh.
Đến Chiến tranh thế giới thứ nhất, hình ảnh phòng ngự chiều sâu dễ thấy nhất là cuộc chiến chiến hào với nhiều lớp chiến hào trên một mặt trận.
Vào Thế chiến II, hải quân Anh lên kế hoạch bảo vệ nước Anh chống lại một cuộc xâm lược tiềm năng của Đức bằng nhiều vòng phòng vệ hải quân. Trong trận Normandy, lực lượng Đức sử dụng hệ thống boongke nhiều tuyến liên tiếp để làm chậm quân Đồng minh tấn công với hy vọng quân tiếp viện sẽ đến.
Các trận đánh ở Thái Bình Dương cũng đã có nhiều ví dụ về phòng ngự chiều sâu, với sự tổn thất nặng nề của Nhật Bản trong trận Tarawa, trận Saipan, trận Peleliu, trận Iwo Jima, và trận Okinawa.
Ví dụ nổi bật nhất của phòng ngự chiều sâu thành công là Trận Kursk. Trong trận đánh, Hồng quân cố tình thu hút quân Đức vào một khu vực giao tranh có nhiều tuyến phòng thủ được chuẩn bị kỹ lưỡng, trước khi tung ra các cuộc phản công lớn ở hai bên Quân đoàn 9 ở phía Bắc và Quân đoàn Panzer thứ 4 ở phía nam. Cuộc tấn công đầu tiên của Đức đã không thành công. Ngược lại, Hồng quân phản công đẩy Đức ra xa hàng trăm dặm về phía tây.